# Maurice Schlesinger

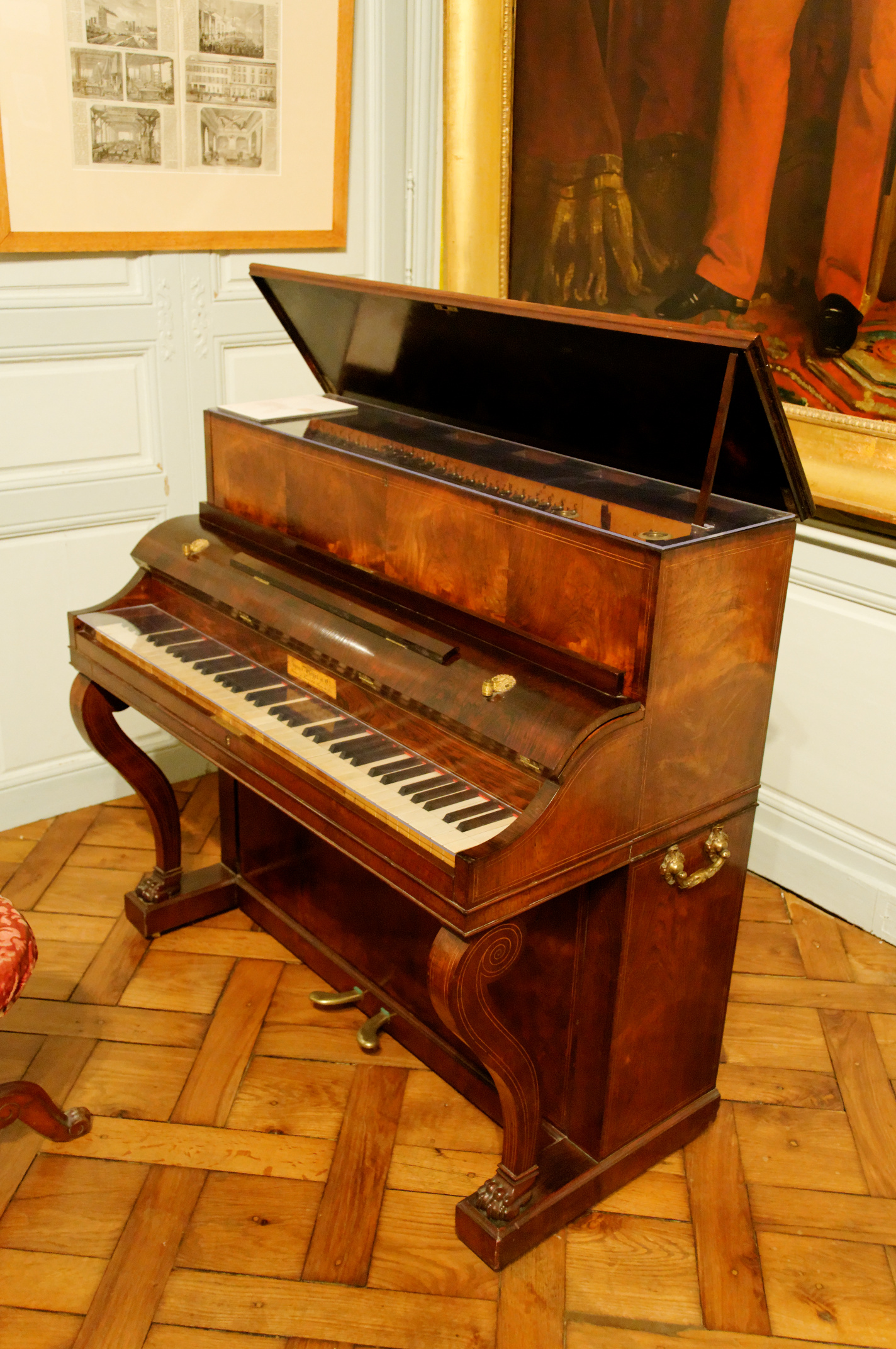
Piano Pleyel que pertenceu a Maurice Schlesinger

Moritz Adolf Schlesinger (Berlim, 1798 - Baden-Baden, 1871), conhecido durante a sua carreira em França como Maurice Schlesinger foi um editor musical alemão. É talvez mais recordado por ter inspirado a personagem de M. Arnoux na novela de Gustave Flaubert A educação sentimental.
Era filho de Adolf Martin Schlesinger, fundador da revista musical Berliner allgemeine musikalische Zeitung. Maurice mudou-se para Paris permanentemente na década de 1820, onde fundou uma editora de música estritamente ligada à do pai. Em 1834 fundou uma sociedade com o intuito declarado de publicar música clássica e contemporânea a preços razoáveis. Publicou obras de Mozart, Haydn, Weber, Beethoven, Hummel, Meyerbeer e Berlioz. Empregou Richard Wagner como arranjador e jornalista, durante a primeira visita deste a Paris em 1840-41, e apresentou-o a Franz Liszt pela primeira vez.
Schlesinger criou a revista Gazette musicale, que se uniria mais tarde à Revue musicale de François-Joseph Fétis. Vendeu a sua parte dessa revista em 1846 a um ex-empregado chamado Louis Brandus.